# Eugene Davis
Pour les articles homonymes, voir Davis.
Eugene Davis (né le 17 novembre 1945 dans le Montana) est un lutteur américain spécialiste de la lutte libre. Il participe aux Jeux olympiques d'été de 1976 et remporte la médaille de bronze.

## Palmarès

### Jeux olympiques
- Jeux olympiques de 1976 à Montréal,  Canada
  -  Médaille de bronze